# Jüdischer Friedhof (Kettenheim)

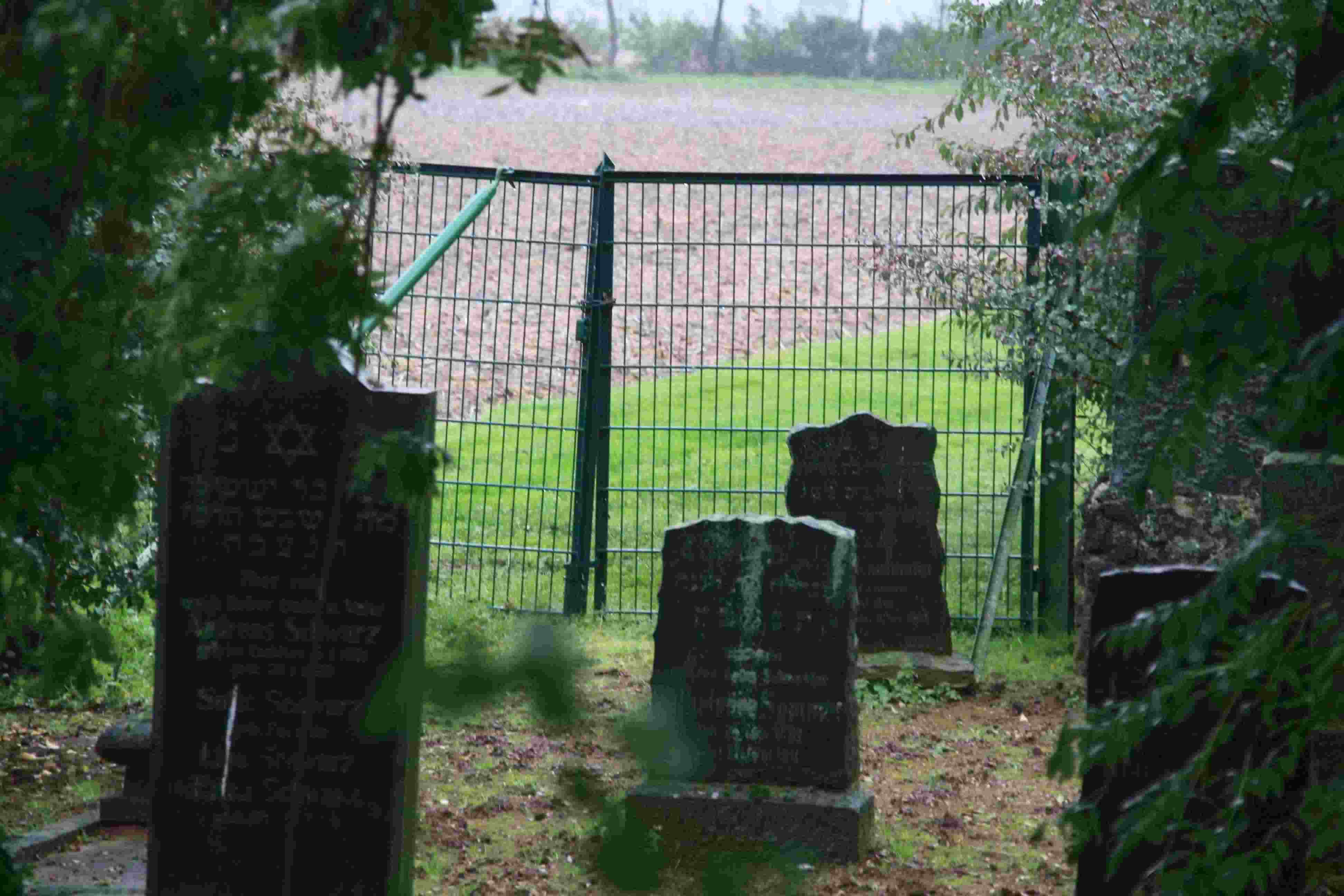
Eingang zum Friedhof

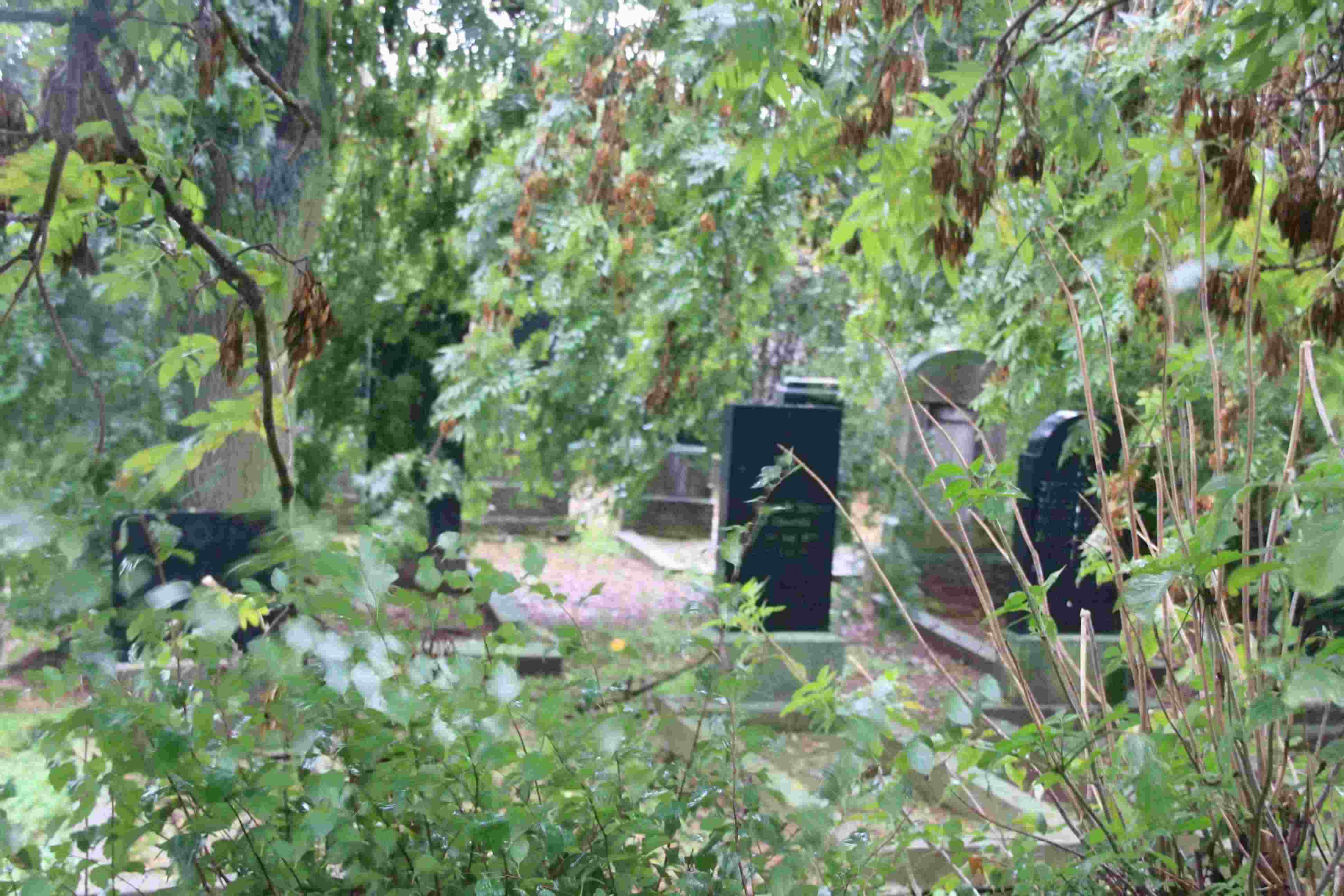
Teilansicht des Friedhofes

Der Jüdische Friedhof befindet sich in der Feldgemarkung bei Kettenheim, einem Weiler bei Vettweiß im Kreis Düren (Nordrhein-Westfalen). Der jüdische Friedhof ist ein geschütztes Baudenkmal. 
Der Friedhof liegt unter großen Trauereschen inmitten der ausgedehnten Ackerflächen der Zülpicher Börde direkt neben den Gleisen der Bördebahn. Die Gräber sind in fünf Reihen angelegt. 
Der Friedhof wurde von 1860 bis 1934 von der jüdischen Gemeinde Vettweiß belegt. Es sind noch 25 Grabsteine (Mazewot) vorhanden.